# Ngân hàng dự trữ liên bang Kansas City

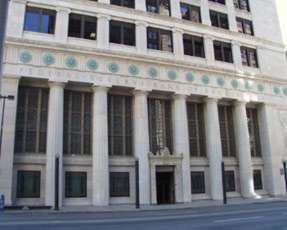
Mặt tiền trụ sở Fed Kansas City, Missouri

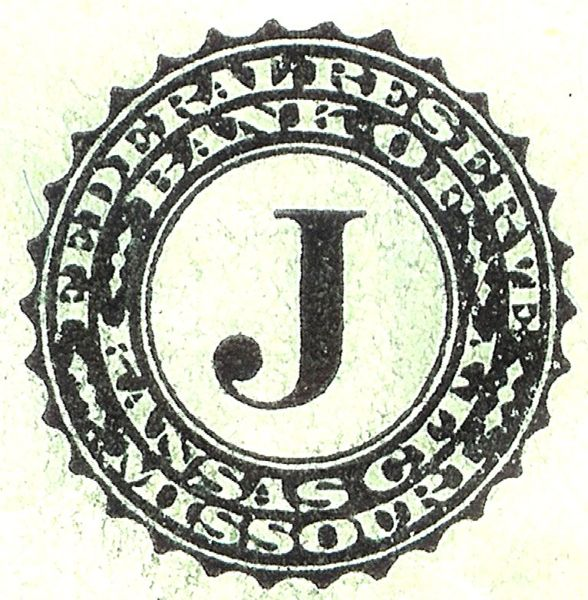
Biểu tượng "J" trên các giấy bạc do Ngân hàng dự trữ liên bang Kansas City phát hành

Ngân hàng dự trữ liên bang Kansas City là một trong 12 ngân hàng khu vực của Cục dự trữ liên bang Hoa Kỳ, chịu trách nhiệm khu vực thứ 10 gồm các tiểu bang Colorado, Kansas, Nebraska, Oklahoma, Wyoming, và các phần tây Missouri và bắc New Mexico; là chi nhánh có khu vực hoạt động lớn thứ hai sau Ngân hàng dự trữ liên bang San Francisco. Ngân hàng có các chi nhánh tại thành phố Denver, Oklahoma, và Omaha. Chủ tịch hiện thời là Thomas M. Hoeing.
Kansas City và St. Louis là hai thành phố canh tranh quyết liệt với nhau cho vị trí một ngân hàng khu vực của Fed. Kết quả là mỗi thành phố đều có một ngân hàng của FED, Missouri trở thành tiểu bang duy nhất có hai ngân hàng dự trữ liên bang khu vực. Riêng ở Kansas City, ngân hàng có 1000 nhân viên. Hiên tại, ngân hàng tọa lạc tại số 925 Grand, trung tâm Kansas City, tiểu bang Missouri. Địa điểm mới cho trụ sở đang xây dựng và sẽ hoàn thành năm 2008 tại ngọn đồi phía nam của Đài tưởng niệm tự do của thành phố. Tòa nhà mới sẽ rộng 600 ngàn feet vuông (56 ngàn m2) gồm 12 tầng.
Giấy bạc phát hành bởi Ngân hàng Fed Kansas City có biểu tượng chữ "J" trên một mặt.